# Elecciones presidenciales de Yemen de 2006
Las elecciones presidenciales, se celebraron en Yemen el 20 de septiembre de 2006, además de elecciones locales paralelamente. El presidente Ali Abdullah Saleh del Congreso General del Pueblo fue reelegido con el 77% de los votos, derrotando al candidato de la oposición, Faisal Bin Shamlan.

## Campaña
La coalición de oposición de los Partidos de la Reunión Conjunta (JMP) fue formada en 2002 por al-Islah, el Partido Socialista de Yemen, el Partido de la Verdad, el Partido Unionista y la Unión de Fuerzas Populares. El 2 de julio de 2006, Faisal Bin Shamlan fue nombrado candidato de la alianza. Antes de la reunificación de Yemen del Sur y del Norte en 1990, Shamlan había sido Ministro de Infraestructura y Petróleo en el gobierno de Yemen del Sur .
Ahmad al-Majeedi, del Partido Socialista de Yemen, también participó en las elecciones. Sin embargo, cuando anunció su candidatura antes de consultar con la dirección del partido, su membresía en el partido fue suspendida y fue acusado de trabajar para el partido gobernante el Congreso General del Pueblo.

## Conducta
El 29 de agosto de 2006, el sobrino de al-Majeedi, Adel al-Majeedi, fue asesinado a tiros en su casa por hombres armados no identificados. Adel había estado dirigiendo la campaña electoral de su tío en su provincia natal de Lahj.
El 12 de septiembre de 2006, al menos 51 personas murieron y más de 200 resultaron heridas cuando estalló una estampida en un estadio lleno de miles de seguidores del presidente yemení Alí Abdalá Sale. El estadio superó su capacidad de alrededor de 10.000 personas con una multitud que incluía trabajadores gubernamentales y estudiantes traídos en autobuses gubernamentales.
El día de las elecciones estuvo marcado por cierta violencia; Según la oposición, ocho personas murieron en los enfrentamientos. Khaled Hassan, candidato nasserista de la oposición que tenía la intención de presentarse a las elecciones municipales, murió en un enfrentamiento con partidarios del partido oficialista en la provincia de Taiz.

## Resultados
Los funcionarios electorales dijeron que alrededor de cinco millones de yemeníes votaron de alrededor de 9,2 millones de votantes elegibles.  La oposición cuestionó los primeros resultados que mostraban a Saleh con el 82% de los votos, diciendo que el recuento le daba a Saleh el 60% y a Bin Shamlan el 40%; También afirmó que había habido violaciones electorales. La Misión de Observación Electoral de la Unión Europea calificó las elecciones como "una contienda abierta y genuina", pero con "importantes deficiencias". Dijo que en algunos colegios electorales hubo intimidación, violación del secreto electoral, campaña del GPC y voto de menores de edad. 
Los resultados posteriores con la mayoría de las urnas (17.000 de 27.000) contadas, continuaron dando a Saleh una ventaja abrumadora, con 3,4 millones de votos contra 880.000 de Bin Shamlan. La oposición, que seguía alegando fraude y amenazó con organizar una protesta masiva.
Los resultados finales del 23 de septiembre de 2006 mostraron a Saleh con el 77,2% de los votos y a Bin Shamlan con el 21,8%.Bin Shamlan aceptó posteriormente los resultados como una "realidad", aunque afirmó que no reflejaban la voluntad del pueblo. Saleh prestó juramento para su nuevo mandato el 27 de septiembre de 2006. 